# Названовка
Названовка — село в Колышлейском районе Пензенской области, административный центр Названовского сельсовета.

## География
Село расположено на берегу реки Колышлей в 3 км на юго-запад от районного центра посёлка Колышлей, в 0,5 км от остановочного пункта 192 км на линии Пенза — Ртищево.

## История
Поселено между 1721 и 1747 гг. В 1747 г. – новопоселенное сельцо Богородское, Названовка тож, Завального стана Пензенского уезда подьячего Федора Ивановича Названова, крестьяне куплены у помещика Федора Васильевича Агарева и переведены из д. Труниной Муромского уезда, д. Антипиной, д. Мордвиновой и с. Архангельского Ярославского уезда, 78 ревизских душ. С 1780 г. – селение Сердобского уезда Саратовской губернии. В 1795 г. в с. Богородском, Названовке тож, владение коллежского советника Гаврилы Ивановича Масалова, 58 дворов, 263 ревизских души. В 1811 г. показано за коллежским асессором Гаврилой Ивановичем и находящимся под его опекой племянником Гаврилой Денисовичем Мосоловыми (16 душ мужского пола), Екатериной Александровной (20 душ), Авдотьей Александровной (19) Мосоловыми, Анастасией Александровной Шильниковой (15), Дмитрием Васильевичем Колобовым (58 душ), за ними 3337 десятин всяких угодий; дом господский деревянный Колобова. С 1860-х гг. – в составе Сущевской волости Сердобского уезда. К 1861 г. в селе насчитывалось 6 крестьянских обществ: 5 – помещичьих (по числу помещиков) и одно – государственных крестьян (около 6  процентов от общего числа жителей). Из них наиболее крупным землевладельцем был Мосолов (706 крестьян обоего пола). В 1877 г. – 128 дворов. В 1911 г. открыто земское начальное училище (в 1916 г. в нем 80 учеников и 2 учителя).
С 1928 года село являлось центром сельсовета Колышлейского района Балашовского округа Нижне-Волжского края (с 1939 года — в составе Пензенской области). В 1955 г. — в составе Колышлейского сельсовета, центральная усадьба колхоза имени Хрущева. В 1980-е гг. — центр Названовского сельсовета, центральная усадьба колхоза имени Свердлова. В 1990-е – центральная усадьба сельского производственного кооператива «Названовка» на базе колхоза имени Свердлова.

## Население
| 1747 | 1795 | 1811 | 1859 | 1877 | 1911  | 1926 |
| ---- | ---- | ---- | ---- | ---- | ----- | ---- |
| 156  | ↗526 | ↘522 | ↗717 | ↗800 | ↗1415 | ↘914 |
| 1939 | 1959 | 1979 | 1989 | 1996 | 2002  | 2010 |
| ↘736 | ↘716 | ↘645 | ↗797 | ↗862 | ↗879  | ↘800 |

## Инфраструктура
В селе имеются Названовская основная общеобразовательная школа, детский сад, фельдшерско-акушерский пункт, отделение почтовой связи.